# Futebol nos Jogos Olímpicos de Verão de 1912

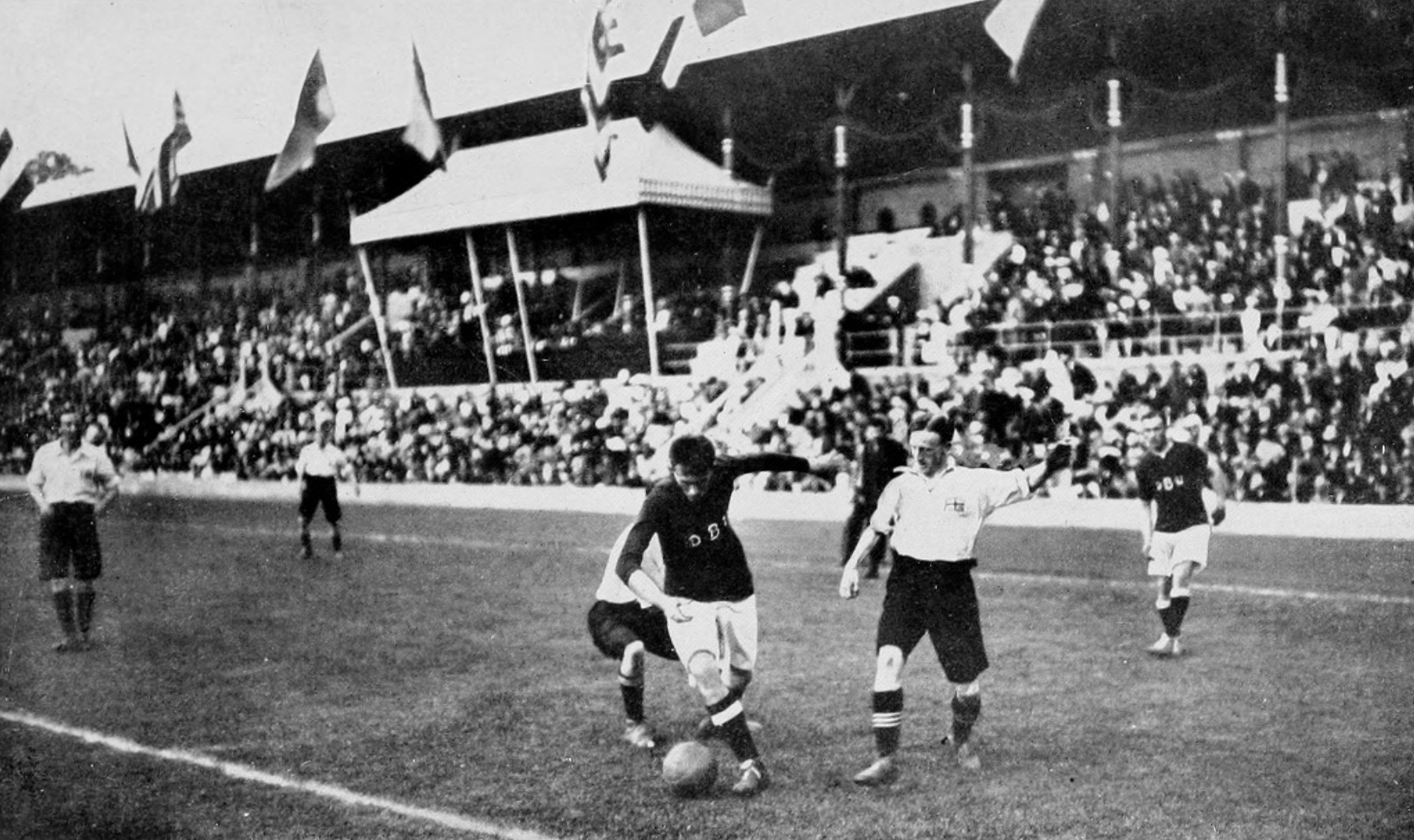
Final do torneio de 1912 entre Reino Unido e Dinamarca

O torneio de futebol nos Jogos Olímpicos de Verão de 1912 foi realizado em Estocolmo, Suécia entre 29 de junho e 5 de julho. Foi a quarta aparição do esporte nas competições olímpicas. Onze nações estiveram representadas no torneio, todas da Europa, incluindo a Grã-Bretanha, campeã da edição anterior em 1908. Os britânicos reconquistaram o título, com a Dinamarca em segundo, e os Países Baixos com a medalha de bronze.

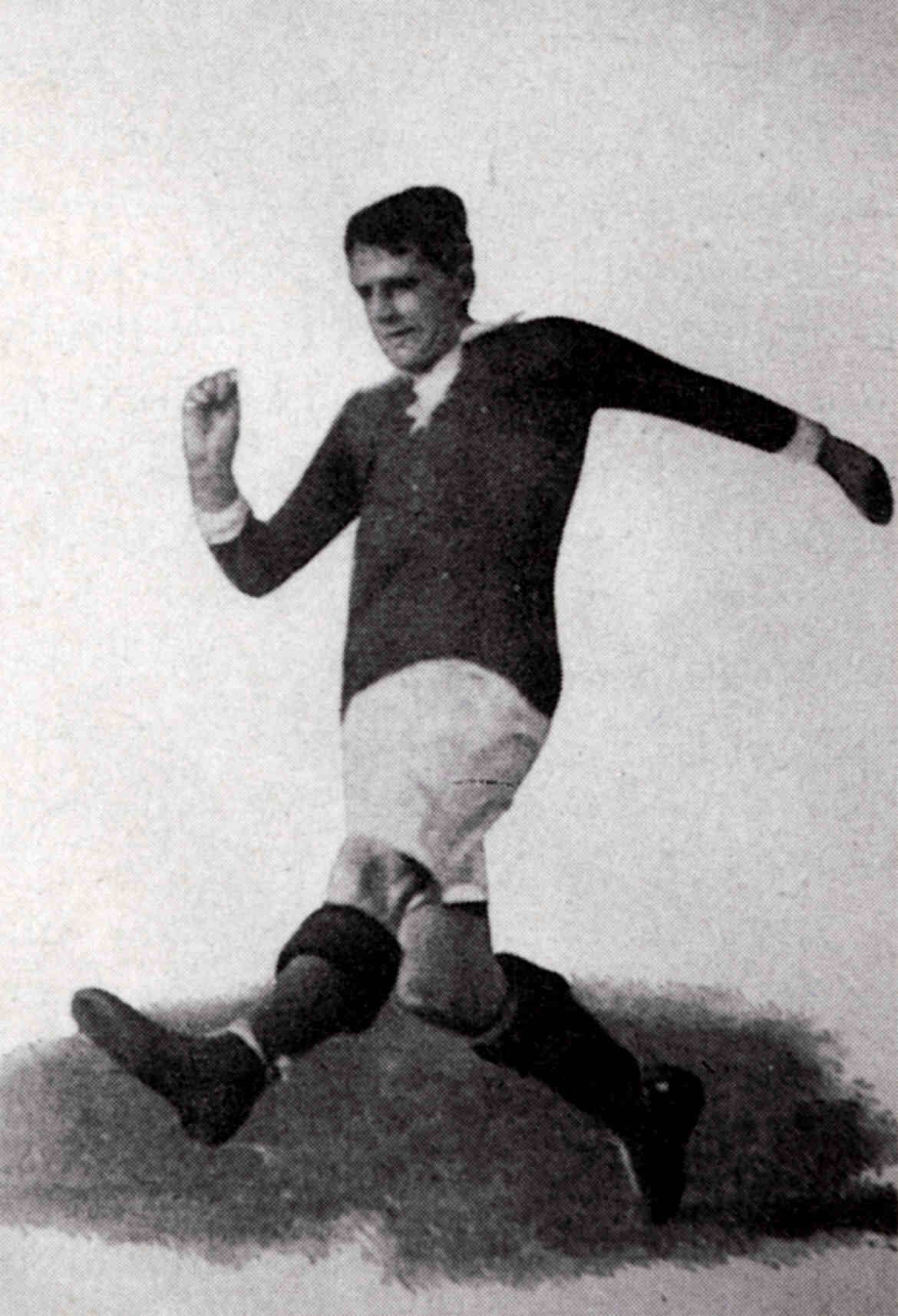
O jogador alemão Gottfried Fuchs foi o artilheiro do torneio.

## Estádios
Foram utilizados 3 estádios no torneio.

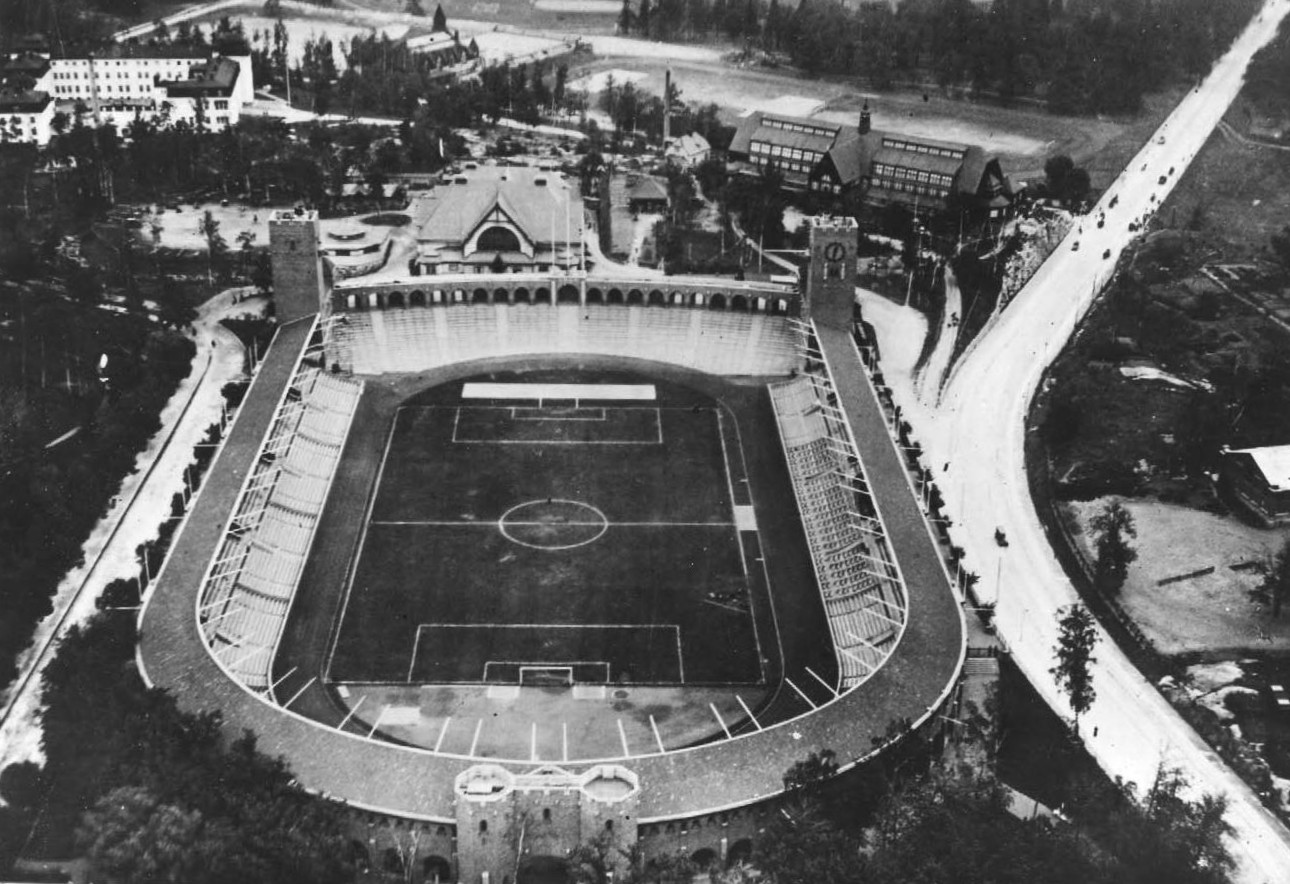
Estádio Olímpico de Estocolmo, com capacidade para 14 500 pessoas

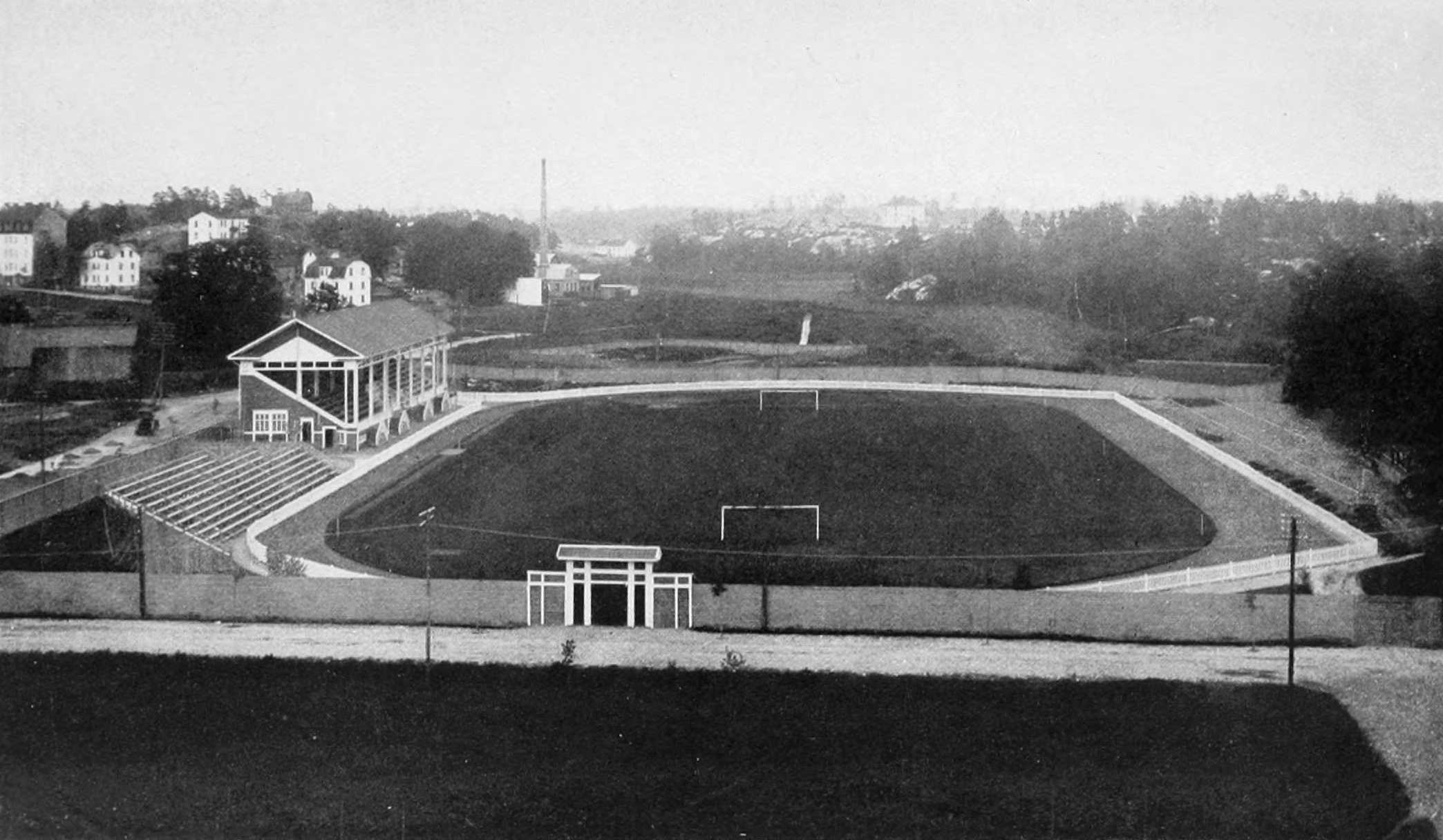
Råsunda Idrottsplats, demolido em 1937

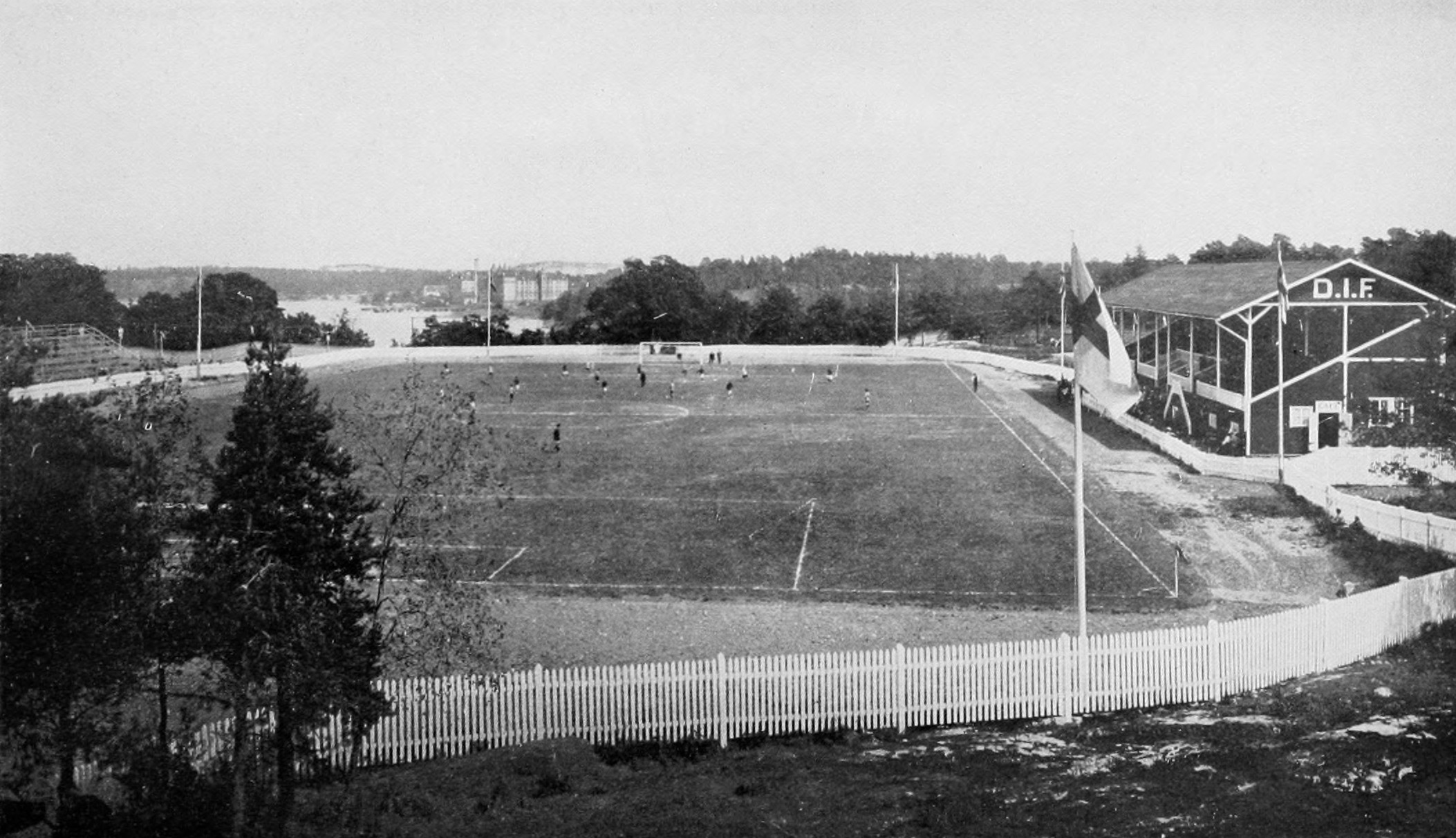
Tranebergs Idrottsplats, fechado em 1935

## Masculino
| Ouro | Prata | Bronze |

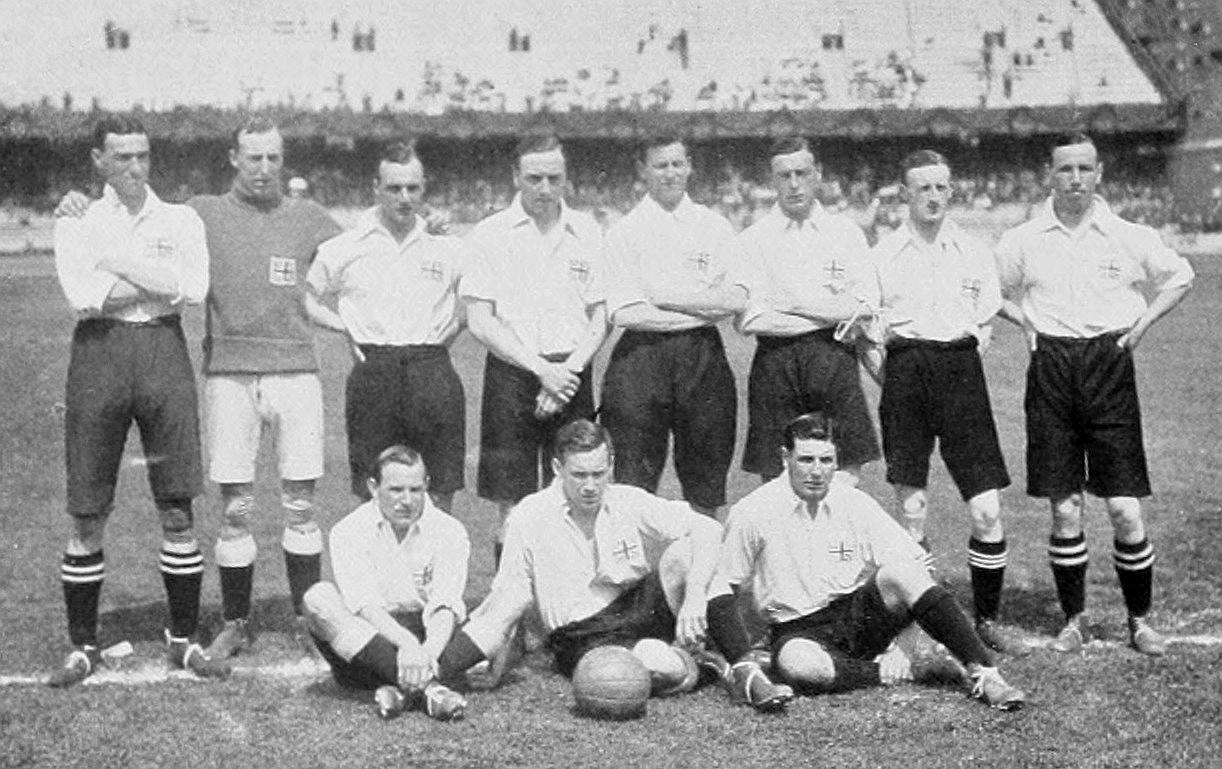
ganhou a medalha de ouro

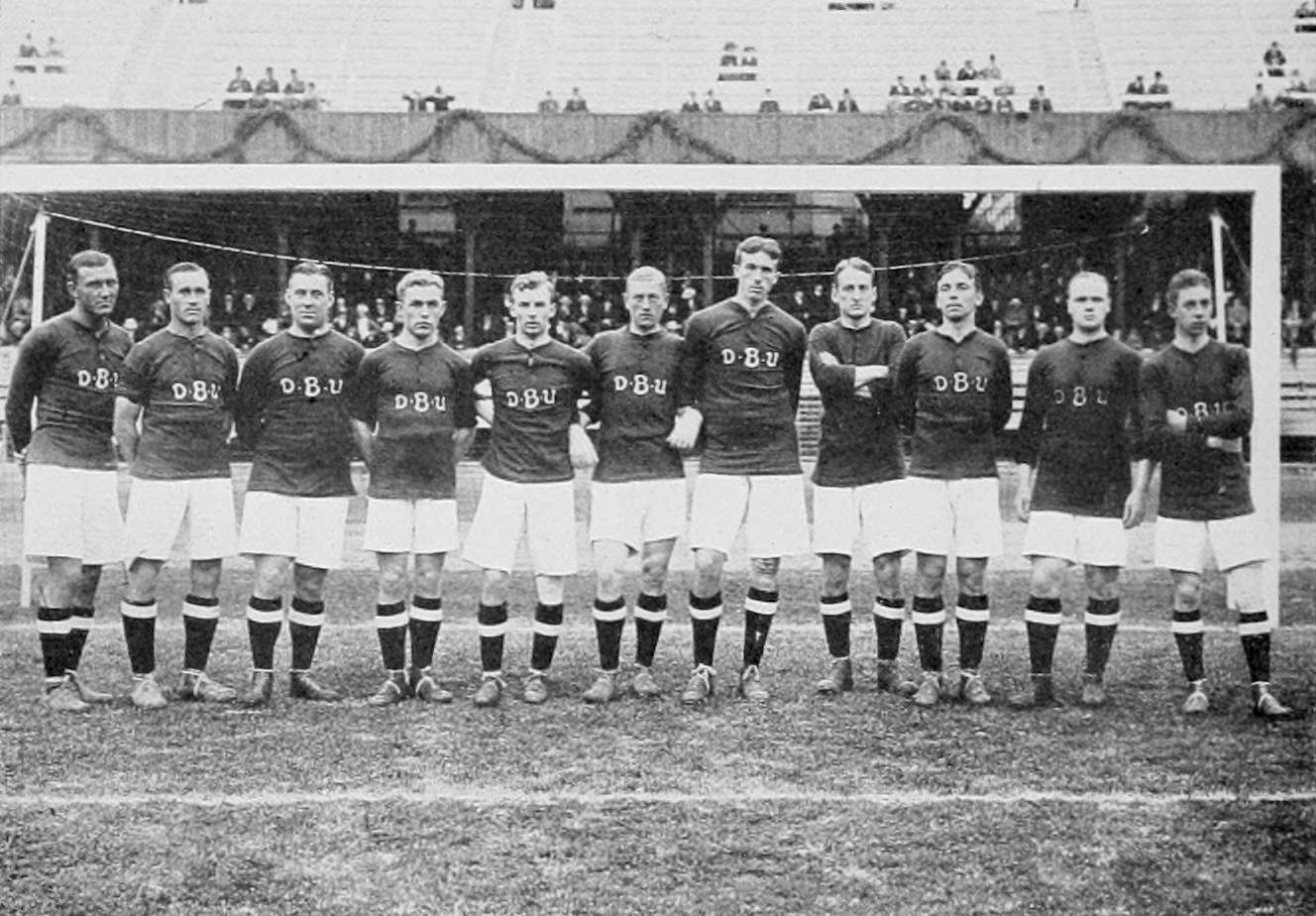
ganhou a medalha de prata

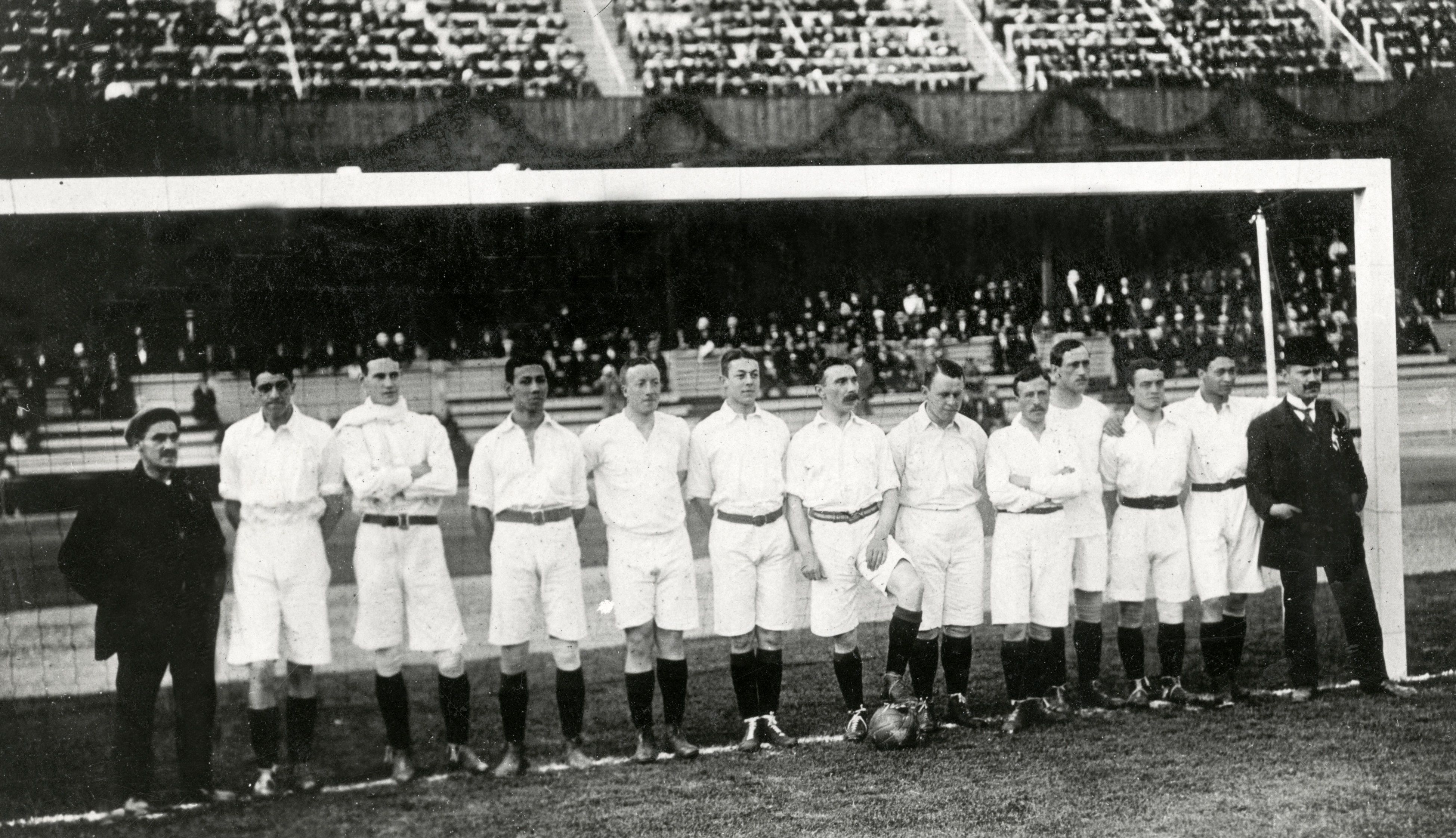
ganhou a medalha de bronze

| Grã-Bretanha (GBR) Ronald Brebner Arthur Berry Thomas Burn Joseph Dines Edward Hanney Gordon Hoare Arthur Knight Henry Littlewort Douglas McWhirter Ivan Sharpe Harold Stamper Harold Walden Vivian Woodward Gordon Wright | Dinamarca (DEN) Paul Berth Charles Buchwald Hjalmar Christoffersen Harald Hansen Sophus Hansen Emil Jørgensen Ivar Lykke Nils Middelboe Poul Nielsen Sophus Nielsen Oskar Nørland Anthon Olsen Axel Petersen Axel Thufason Vilhelm Wolfhagen | Países Baixos (NED) Just Göbel David Wijnveldt Constant Feith Piet Bouman Nico de Wolf Ge Fortgens Bok de Korver Joop Boutmy Dirk Lotsy Jan van Breda Kolff Huug de Groot Caesar ten Cate Jan van der Sluis Jan Vos Nico Bouvy |

### Primeira fase

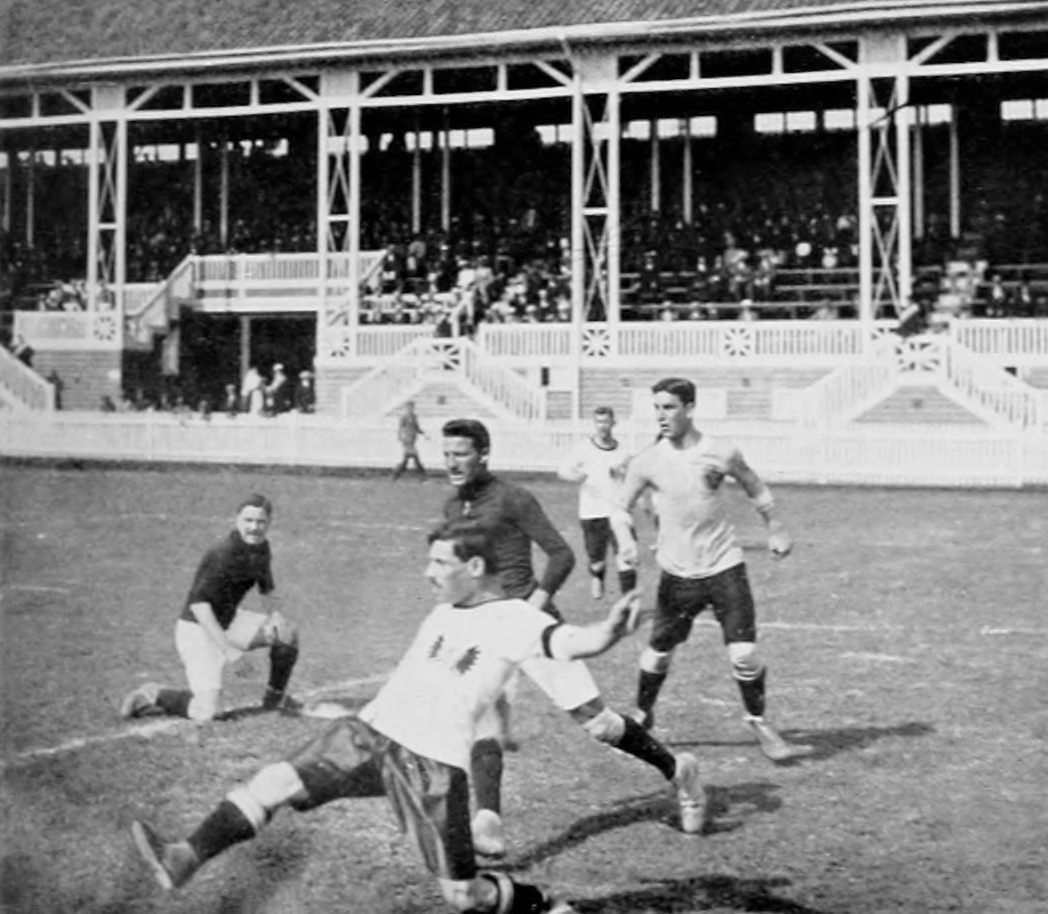
Jogo entre Áustria e Alemanha

| 29 de junho de 1912 | Estocolmo | Itália   | 2 - 3 | Finlândia     |
| 29 de junho de 1912 | Estocolmo | Alemanha | 1 - 5 | Áustria       |
| 29 de junho de 1912 | Estocolmo | Suécia   | 3 - 4 | Países Baixos |

### Quartas-de-final
| 30 de junho de 1912 10:00 | Rússia      | 1 – 2 | Finlândia              | Estádio Traneberg, Estocolmo |
|                           | Butusov 72' |       | Wiberg 30' · Öhman 80' | Público: 300                 |

| 30 de junho de 1912 13:30 | Grã-Bretanha                                       | 7 – 0 | Hungria | Estádio Råsunda, Estocolmo |
|                           | Walden 21', 23', 49', 53', 55', 85' · Woodward 45' |       |         | Público: 8,000             |

| 30 de junho de 1912 16:30 | Dinamarca                                                                      | 7 – 0 | Noruega | Estádio Råsunda, Estocolmo |
|                           | A. Olsen 4', 70', 88' · S. Nielsen 60', 85' · Wolfhagen 25' · N. Middelboe 37' |       |         | Público: 700               |

| 30 de junho de 1912 19:00 | Países Baixos                     | 3 – 1 | Áustria       | Estádio Råsunda, Estocolmo |
|                           | Bouvy 8' · ten Cate 12' · Vos 30' |       | A. Müller 41' | Público: 7,000             |

### Semifinal
| 2 de julho de 1912 15:00 | Grã-Bretanha                                       | 4 – 0 | Finlândia | Estádio Olímpico, Estocolmo |
|                          | Holopainen 2' (GC) · Walden 7', 77' · Woodward 82' |       |           | Público: 4,000              |

| 2 de julho de 1912 19:00 | Países Baixos      | 1 – 4 | Dinamarca                                         | Estádio Olímpico, Estocolmo |
|                          | H. Hansen 85' (GC) |       | Jørgensen 7' · A. Olsen 14', 87' · P. Nielsen 37' | Público: 6,000              |

### Disputa pelo bronze
| 4 de julho de 1912 15:00 | Países Baixos                                                            | 9 – 0 | Finlândia | Estádio Råsunda, Estocolmo |
|                          | de Groot 28', 86' · van der Sluis 24', 57' · Vos 29', 43', 46', 74', 78' |       |           | Público: 1,000             |

### Final
| 4 de julho de 1912 19:00 | Grã-Bretanha                            | 4 – 2 | Dinamarca         | Estádio Olímpico, Estocolmo |
|                          | Walden 10' · Hoare 22', 41' · Berry 43' |       | A. Olsen 27', 81' | Público: 25,000             |

### Torneio de consolação
O torneio de consolação foi disputado pela primeira vez em Estocolmo, não tendo distribuição de medalhas. Era um torneio amistoso entre as equipes eliminadas até as quartas de final.

#### Primeira fase
| 1 de julho de 1912 | Estocolmo | Alemanha | 16 - 0 | Rússia  |
| 1 de julho de 1912 | Estocolmo | Itália   | 1 - 0  | Suécia  |
| 1 de julho de 1912 | Estocolmo | Áustria  | 1 - 0  | Noruega |

#### Semifinais
| 3 de julho de 1912 | Estocolmo | Itália   | 1 - 5 | Áustria |
| 3 de julho de 1912 | Estocolmo | Alemanha | 1 - 3 | Hungria |

#### Final
| 5 de julho de 1912 | Antuérpia | Hungria | 3 - 0 | Áustria |